# Kreis Järva
Der Kreis Järva (estnisch Järva maakond oder Järvamaa, deutsch Jerwen) ist ein Landkreis (maakond) in Estland.
Im Norden ist das Gelände recht flach und zum Teil sumpfig. Der Südteil des Kreises wird überwiegend von dicht bewaldeten Hügeln eingenommen. Im Südosten befindet sich das Naturschutzgebiet Endla. Die Landwirtschaft ist der dominierende Wirtschaftszweig.

## Gemeinden

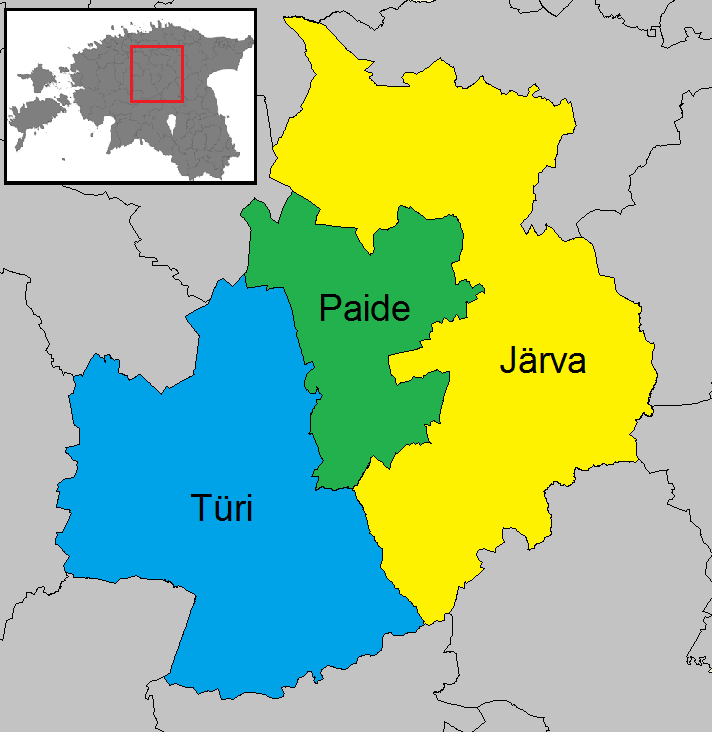
Gemeinden und Städte des Kreises Järva

Järvamaa ist seit der Verwaltungsreform 2017 in eine Stadt (estnisch linn) und zwei Gemeinden (estnisch vald) unterteilt:
Städte:
- Paide (deutsch: Weißenstein)

Gemeinden:
- Järva
- Türi

Ehemalige Gemeinden:
- Albu (Alp)
- Ambla (Ampel)
- Imavere (Immafer)
- Järva-Jaani (Sankt Johannis)
- Kareda
- Koeru (Sankt Marien-Magdalenen)
- Koigi (Koik)
- Paide (Gemeinde) (Weißenstein)
- Roosna-Alliku (Kaltenbrunn)
- Väätsa (Waetz)

## Bildergalerie

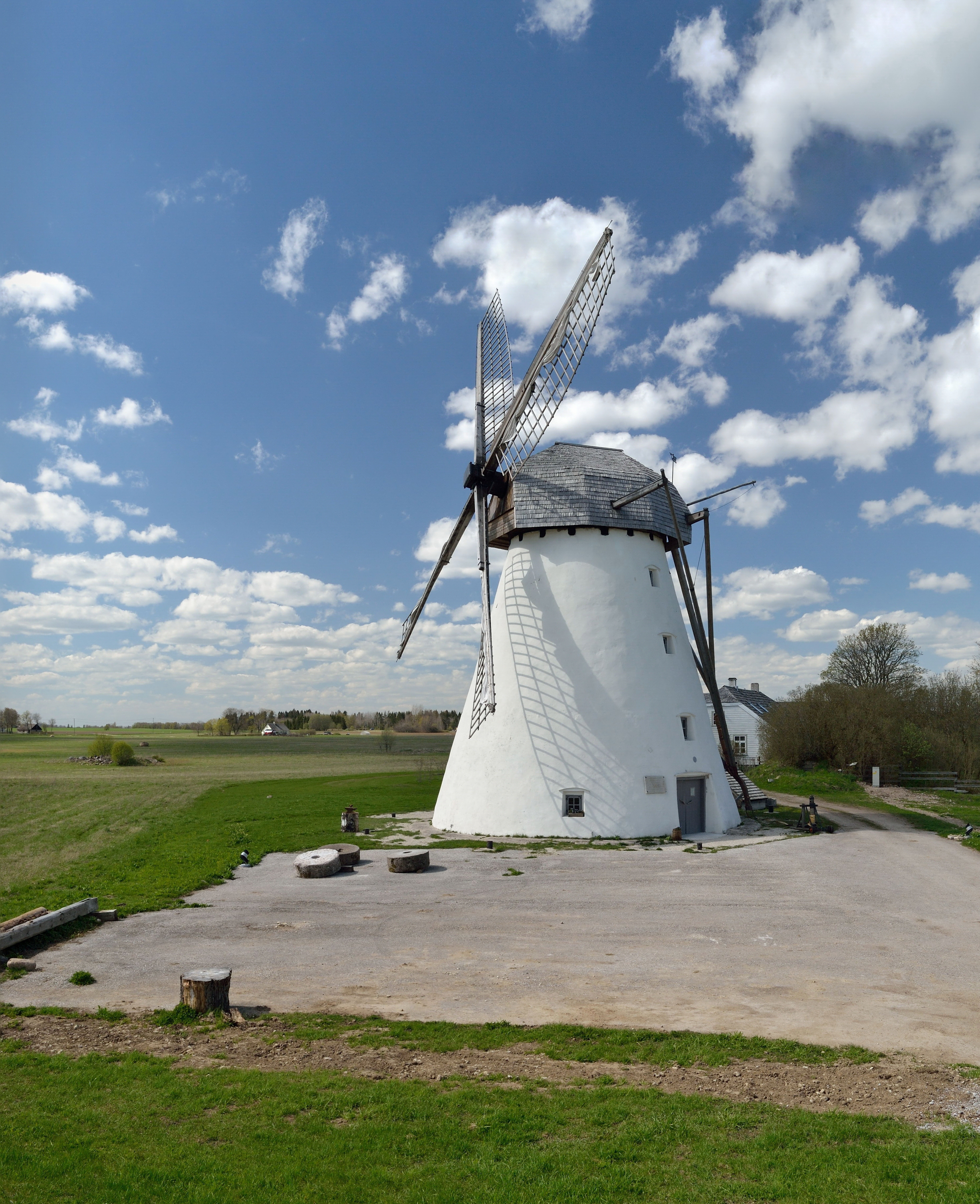
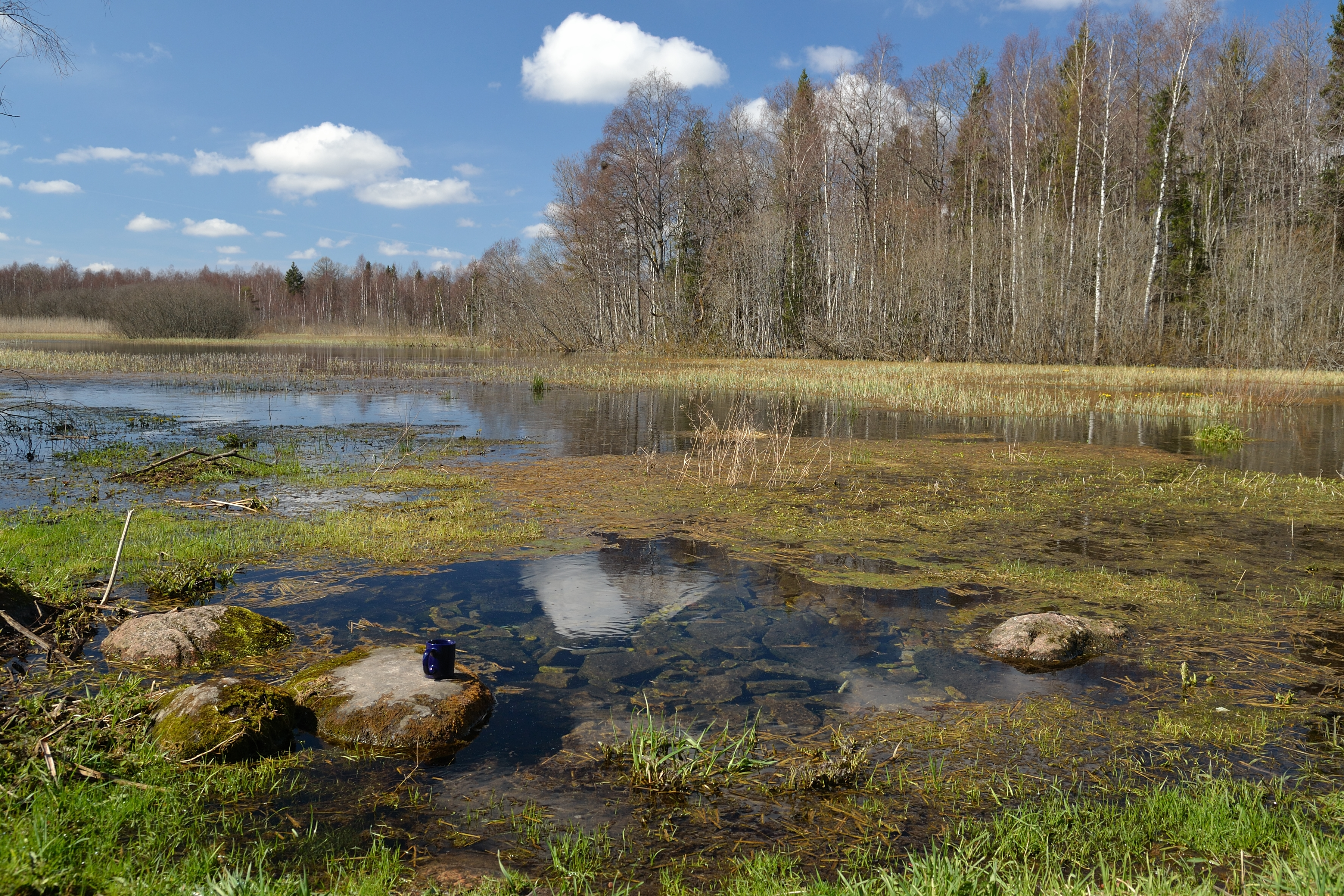
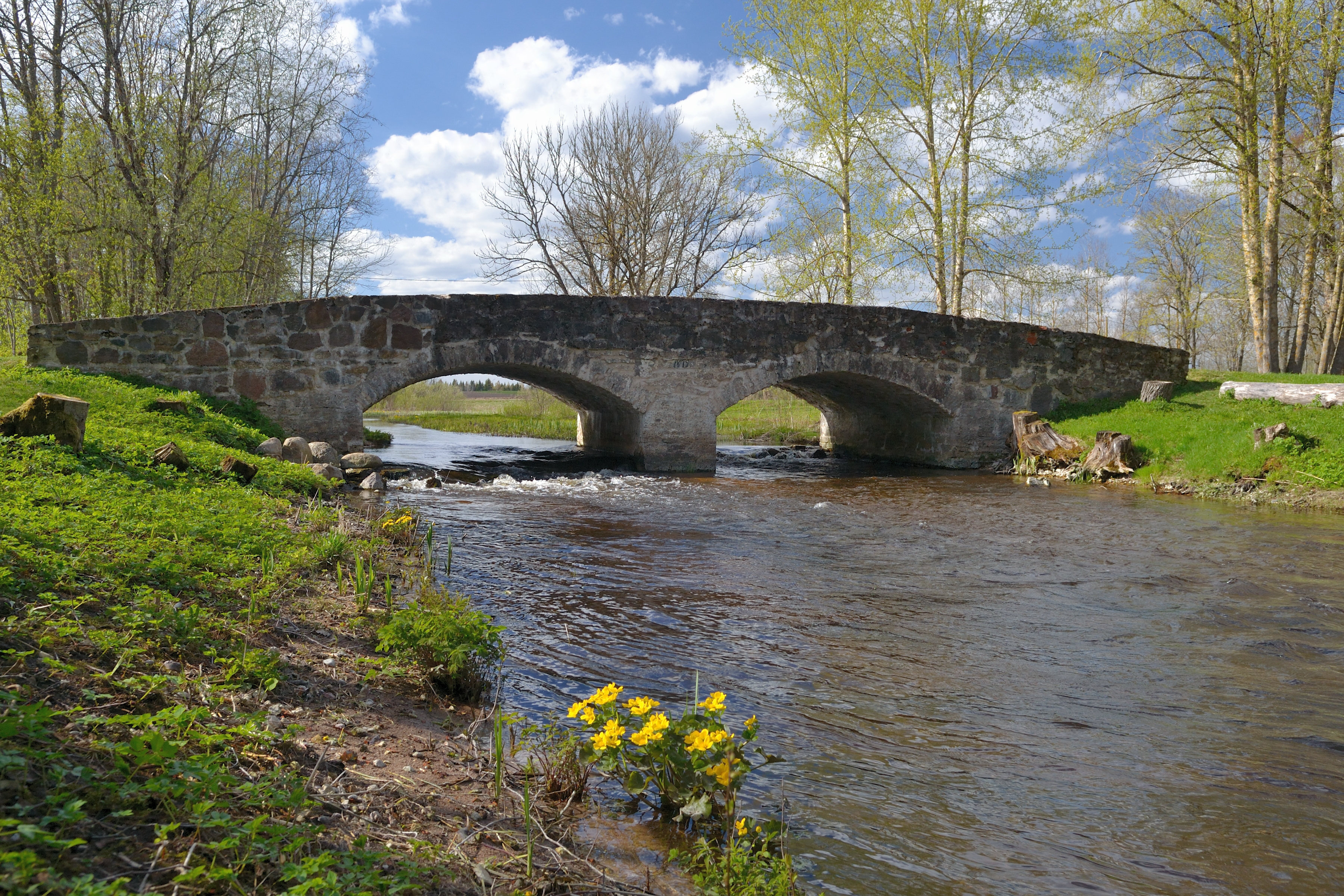
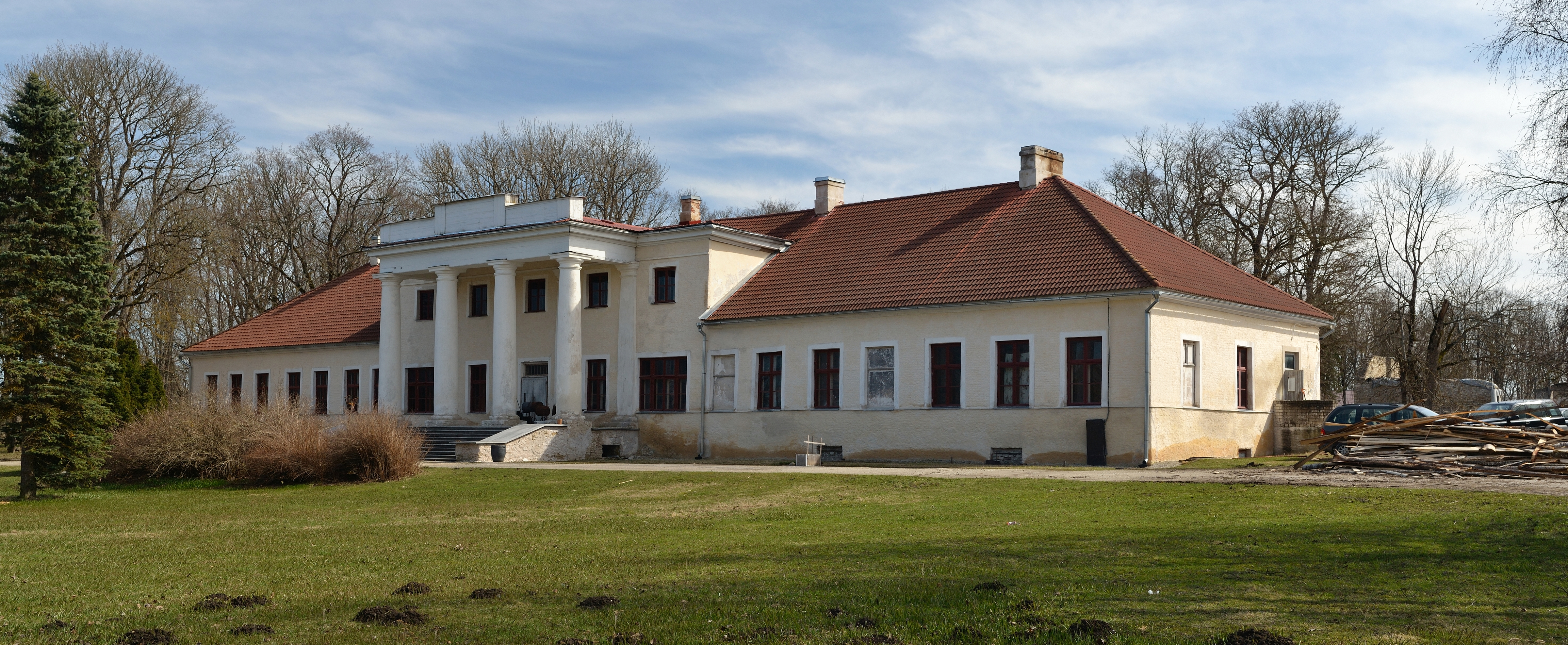